# Volodimir Mihajlovič Ivasjuk
Volodimir Mihajlovič Ivasjuk (ukr. Володимир Михайлович Івасюк; Kicmanj, 4. ožujka 1949. – Lavov, 24. travnja 1979.)  ukrajinski je skladatelj i pjevač, kojemu je 2009. posmrtno dodijeljena počasna titula «Heroj Ukrajine». Ivasjuk se smatra jednim od osnivača ukrajnske pop glazbe, autor je 107 pjesama i 53 instrumentalna djela. Njegova glazbena djela nisu imala političke konotacije, ali su svojom originalnošću izdvajala ukrajisnku glazbu iz sovjetske. Za života je postao vrlo popularan i po svojoj skladbi «Červona ruta» (1970.) koja je postala vrlo popularna u cijelom Sovjetskom Savezu pa čak i izvan njega. Po struci, Ivasjuk je bio liječnik, svirao je nekoliko instrumenata i ujedno je slikao.
Smrt Volodimira Ivasjuka 1979. do danas je ostala kontroverzna s obzirom na to da je vrlo popularan i uspješan ukrajinski glazbenik, koji je nadasve promicao originalnu ukrajinsku kulturu u svim krajevima Sovjetskom Saveza, iznenada pronađen mrtav u šumskoj jami pokraj Ljviva, što su sovjetske vlasti proglasile samoubojstvom bez posebnih istraga. Njegova publika, i ukrajinski građani općenito, nikada nisu prihvatili takve nevjerojatne sugestije, već su kroz prosvjede upućivali da je riječ o ubojstvu prouzročenom antiukrajinskim aktivistima predvođenih sovjetskom centralističkom politikom. Nakon javnih prosvjeda u Sovjetskoj Ukrajini, njegovi radovi su postali zabranjeni sve do osamostaljenja Ukrajine 1991. godine.

## Vanjske poveznice
- Posmrtne stranice Volodimira Ivasjuka (ukr., rus.)
- Ukrajinski mediji o Volodimiru Ivasjuku (ukr.)